# Fred Wah
Frederick James Wah, né le 23 janvier 1939, en Saskatchewan, est un poète, romancier et professeur canadien.

## Biographie
Wah naît à Swift Current, en Saskatchewan. Il grandit dans la région de Kootenay, en Colombie-Britannique. Son père, né au Canada mais ayant grandi en Chine, est lui-même le descendant d'un père sino-canadien et d'une mère irlando-écossaise,,. Quant à elle, la mère de Fred Wah est née en Suède et est déménagée au Canada à l'âge de six ans. Ces origines ont fortement influencées l'écriture du poète.
Fred Wah obtient un baccalauréat en anglais et en musique de l'université de la Colombie-Britannique en 1962. À ce moment, il contribue au périodique Tish. Il commence à étudier à l'université du Nouveau-Mexique d'Albuquerque en poésie et en linguistique, puis quitte pour l'Université d'État de New York à Buffalo, d'où il obtient une maîtrise. Après ses études, il revient au Canada et enseigne au Selkirk College, en Colombie-Britannique, ainsi qu'au Centre universitaire David Thompson, à Victoria. Il déménage en Alberta dans les années 1980 pour être écrivain en résidence, puis pour enseigner l'anglais à l'Université de Calgary. Il est également écrivain en résidence dans les universités du Manitoba, de l'Alberta et à l'Université Simon Fraser. Il est également président de la Writers Union du Canada de 2001 à 2002, puis prend sa retraite en 2003. Il se réinstalle en Colombie-Britannique. 
De 2011 à 2013, il est nommé poète officiel du Parlement du Canada. Il participe aussi à l'édition des revues littéraires Swift Current, Sum, West Coast Line et Open Letter, en plus de d'être impliqué dans le collectif de la Kootenay School of Writing ,.
Fred Wah s'identifie à une minorité visible et revendique, dans ses oeuvres, d'être en opposition par rapport aux valeurs de la culture dominante et majoritaire.
La plupart de ses oeuvres abordent l'identité hybride, le paysage, le patrimoine et la racialisation, thème qu'il aborde dans Faking It: Poetics and Hybridity, Critical Writing 1984-1999, qui lui vaudra le prix Gabrielle-Roy en 2000,.

## Œuvres

### Poésie
- Lardeau, Toronto, Island Press, 1965, 50 p.
- Mountain, Buffalo, Colonial park Print, 1967, 22 p.
- Tree, Vancouver, Community Press, 1972.
- Among, Toronto, The Coach House Press, 1972, 48 p.
- Earth, Canton, Institute of Further Studies, 1974.
- Pictograms from the Interior of B.C., Vancouver, Talonbooks, 1975, 42 p.  (ISBN 0889220999 et 9780889220997).
- Selected Poems: Loki is Buried at Smoky Creek, Vancouver, Talonbooks, 1980, 127 p.  (ISBN 0889221774 et 9780889221772).
- Breathin' My Name With a Sigh, Vancouver, Talonbooks, 1981, 82 p.  (ISBN 088922188X et 9780889221888).
- All the maps, Prince Edward Island, Island Magazine, 1981.
- Owners Manual, Lantzville, Island Writing Series, 1981, 24 p.  (ISBN 0919479960 et 9780919479968).
- Grasp The Sparrow's Tail, Kyota, édition par l'auteur lui-même, 1982, 26 p.
- Waiting for Saskatchewan, Winnipeg, Turnstone Press, 1985, 96 p.  (ISBN 0888011008).
- Music at the Heart of Thinking, Alberta, Red Deer College Press, 1987, 69 p.  (ISBN 088995030X et 9780889950306).
- Rooftops, Alberta, Red Deer College Press, 1988, 28 p. 28 p.  (ISBN 0889950415 et 9780889950412).
- Limestone Lakes : Utaniki, Alberta, Red Deer College Press, 1989, 8 p.  (ISBN 0889950520 et 9780889950528).
- So Far, Vancouver, Talonbooks, 1991, 93 p.  (ISBN 0889222908 et 9780889222908).
- Alley Alley Home Free, Alberta, Red Deer College Press, 1992, 96 p.  (ISBN 0889950881 et 9780889950887).
- Snap, Vancouver, Pomeflit, 1992, 16 p.
- Extreme poets, Seaforth, BS Poetry Society, 2001, 10 p.  (ISBN 0969412762 et 9780969412762).
- All Americans, Calgary, Housepress, 2002.  (ISBN 1894174763 et 9781894174763).
- Isadora Blue, Victoria, La Mano Izquierda Impresora, 2005, 32 p.  (ISBN 097339563X et 9780973395631).
- Articulations, Vancouver, Nomados, 2007, 38 p.  (ISBN 9780978107253 et 097810725X).
- Sentenced to light, Vancouver, Talonbooks, 2008, 159 p.  (ISBN 9780889225770 et 088922577X).
- is a door, Vancouver, Talonbooks, 2009, 118 p.  (ISBN 9780889226203 et 0889226202).
- Medallions of belief, Toronto, BookThug, 2012, 45 p.  (ISBN 9781927040126 et 1927040124).
- Permissions : Tish Poetics 1963 thereafter-, Vancouver, Ronsdale Press, 2014, 33 p.  (ISBN 9781553803294 et 1553803299).
- Scree: The Collected Earlier Poems 1962-1991, Vancouver, Talonbooks, 2015, 633 p.  (ISBN 9780889229488).
- On my way to get a pail of water, British Columbia, Arbutus Editions, 2020.  (ISBN 9781928172307 et 192817230X).

### Roman et nouvelle
- Diamond Grill, Edmonton, NeWest Press, 1996, 176 p.  (ISBN 9781897126110 et 1897126115).

### Collaborations
- Selected writing : net work, avec Daphne Marlatt, Vancouver, Talonbooks, 1980, 142 p.  (ISBN 0889221758 et 9780889221758).
- Swift Current : the SwiftCurrent Anthology, avec Frank Davey, Toronto, Coach House Press, 1986, 123 p.  (ISBN 0889103178 et 9780889103177).
- Beyond the orchard, avec Miki Roy, essays on The Martyrology, Vancouver, West Coast Line, 1997, 190 p.  (ISBN 0968318207 et 9780968318201).
- Beholden : a poem as long as the river, avec Rita Wong et les illustrations de Nick Conbere, Vancouver, Talonbooks, 2018, 160 p.  (ISBN 9781772012118).

### Autres
- Stomach, Vancouver, Slug Press, 1981, 1 p.
- Colour, an issue : a special double issue of West Coast Line, British Columbia, West Coast Line, 1994, 320 p.
- Faking It: Poetics and Hybridity, Critical Writing 1984-1999, Edmonton, NeWest Press, 2000, 280 p. (ISBN 1896300073 et 9781896300078).
- Mister in between, Ontario, Above/Ground Press, 2005, 1 p.
- The false laws of narrative : the poetry of Fred Wah, Ontario, Wilfrid Laurier University Press, 2009, 74 p.  (ISBN 9781554580460 et 1554580463).
- The simple with the page stretching out from my feet, Toronto, Fieldnotes, 2021.  (ISBN 9781777846503 et 1777846501).

## Prix et honneurs
- 1985 : lauréat du Prix du Gouverneur général pour Waiting for Saskatchewan[1]
- 1991 : lauréat du Prix Stephanson, catégorie poésie pour So far[1]
- 1996 : lauréat du Prix Howard O'Hagan, catégorie nouvelles de fiction de la Writers Guild of Alberta pour Diamond Grill[1]
- 2000 : lauréat du Prix Gabrielle-Roy, catégorie critique littéraire canadienne pour Faking it: Poetics & Hybridity, Critical Writing 1984-1999[8],[7]
- 2001 : lauréat du Prix Gabrielle-Roy de la critique[1]
- 2010 : lauréat du Prix Dorothy-Livesay pour is a door[1]
- 2013 : nommé comme Officier de l'Ordre du Canada[1]